# NGC 7634
NGC 7634 est une galaxie lenticulaire barrée située dans la constellation de Pégase. Sa vitesse par rapport au fond diffus cosmologique est de 2 844 ± 2,99 km/s, ce qui correspond à une distance de Hubble de 41,9 ± 3,0 Mpc (∼137 millions d'al). NGC 7634 a été découverte par l'astronome germano-britannique William Herschel en 1785.
À ce jour, 6 mesures non basées sur le décalage vers le rouge (redshift) donnent une distance de 53,800 ± 4,422 Mpc (∼175 millions d'al), ce qui est à l'extérieur des valeurs de la distance de Hubble. Notons que c'est avec la valeur moyenne des mesures indépendantes, lorsqu'elles existent, que la base de données NASA/IPAC calcule le diamètre d'une galaxie et qu'en conséquence le diamètre de NGC 7634 pourrait être d'environ 21,5 kpc (∼70 100 al) si on utilisait la distance de Hubble pour le calculer. 

## Supernova
La supernova SN 1972J a été découverte dans NGC 7634 le 13 aout 1972 par un dénommé Pigatto. Cette supernova était de type I.

## Groupe de NGC 7619

### Groupe WBL691
En se basant sur un catalogue de 732 groupes de galaxies rapprochées et pauvres en membres publié en mai 1999 par Richard A. White, Mark Bliton, Suketu P. Bhavsar, Patricia Bornmann, Jack O. Burns, Michael J. Ledlow et Christen Loken, la base de données indique que NGC 7634 fait partie du groupe WBL 712. Selon ce catalogue, ce groupe comprend trois galaxies, mais malheureusement elles ne sont pas identifiées. La désignation employée pour les groupes de ce catalogue est WBL x-y, où x est le numéro du groupe et y le numéro de la galaxie qui dépasse très rarement 10. L'identification de la galaxie peut être réalisée la plupart du temps en entrant la désignation WBLx-y de celle-ci dans la base de données NASA/IPAC.
White et coll. indiquent que ce groupe renferme trois galaxies, mais celles-ci sont toutes dans le groupe de NGC 7619. Il s'agit de CGCG 406-086 (WBL 001), de NGC 7634 (WBL 002) et de UGC 12544 (WBL 003), dont la désignation dans la liste de Levy et coll est KUG 2318+078.

### Deux autres articles
La base de données NASA/IPAC cite aussi deux autres articles qui font mention le l'appartenance de NGC 7634 à un groupe de galaxies. Le groupe #258 de l'article d'Abraham Mahtessian contient 10 galaxies qui sont toutes dans le groupe de groupe de NGC 7619. Le groupe #166 de Geller et Huchra renferme huit galaxies qui sont toutes également dans le groupe de groupe de NGC 7619.  

### Les galaxies du groupe de NGC 7619
Selon A. M. Garcia, NGC 7634 est membre du groupe de NGC 7619. Selon lui, ce groupe de galaxies renferme au moins 25 membres. Mais, selon un article plus récent publié par Levy et ses collègues en 2007, certaines galaxies retenues par Garcia font aussi partie d'un groupe de galaxies situé dans le centre de l'amas de Pégasus I,. Selon cet article, ce groupe renfermerait 30 galaxies. La galaxie NGC 7634 est dans la liste de Garcia. Sengupta et coll. font aussi mention de ce groupe dans un article plublié en 2006. Ils n'incluent que 17 galaxies, toutes émettrices de rayon X, dont NGC 7634, mais elles se retrouvent soit dans le liste de Garcia ou dans celle de Levy et souvent dans les deux listes, à l'exception de KUG 2318+079B. La galaxie CGCG 406-086 est une autre désignation pour KUG 2318+079B qui est dans la liste de Levy. De même la désignation Z406-086 est la galaxie CGCG 406-086. En ajoutant la galaxie KUG 2318+079B, on obtient un total d'au moins 43 membres pour ce groupe. Cependant, la galaxie désignée comme [OB97] P05-6 dans la liste de Levy est introuvable dans toutes les sources consultées. Le calcul de la distance moyenne du groupe a donc pris en compte 42 galaxies. Abraham Mahtessian mentionne aussi l'existence de ce groupe, mais toutes les galaxies qu'il inclut dans celui-ci sont aussi dans la liste de Garcia.
La moyenne des distances et des incertitudes des galaxies de la liste de Garcia est de 47,5 ± 3,3 Mpc (∼155 millions d'al) et celle de Levy et ses collègues est de 49,7 ± 3,5 Mpc (∼162 millions d'al). La moyenne des distances et des incertitudes des galaxies des deux groupes réunis est de 49,1 ± 3,9 Mpc (∼160 millions d'al).